# Lagarosiphon cordofanus
Lagarosiphon cordofanus är en dybladsväxtart som beskrevs av Johann Xaver Robert Caspary. Lagarosiphon cordofanus ingår i släktet Lagarosiphon och familjen dybladsväxter. IUCN kategoriserar arten globalt som livskraftig. Inga underarter finns listade.